# Günther Tessmann

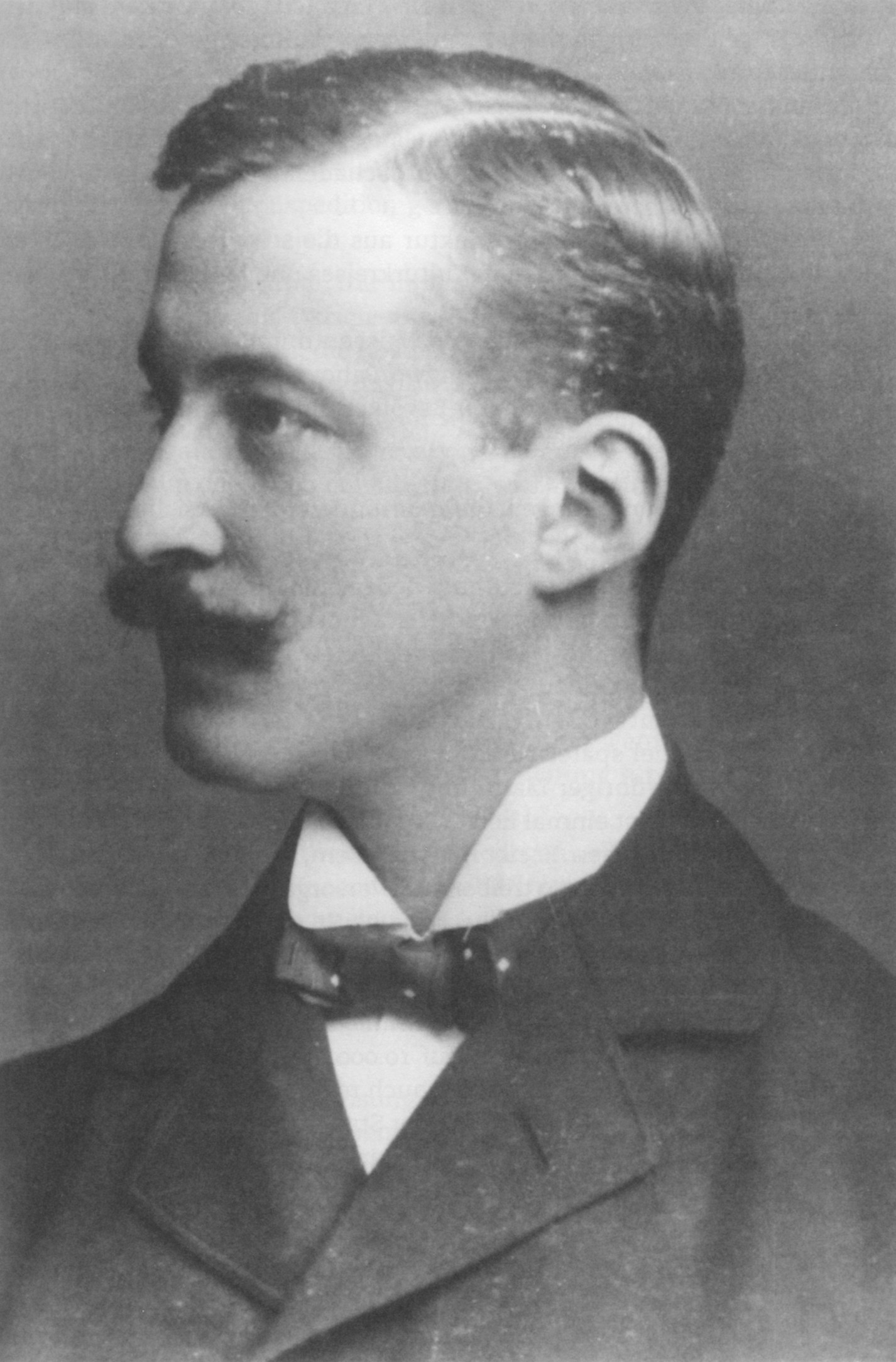
Günther Tessmann (1912)

Günther Theodor Tessmann (* 2. April 1884 in Lübeck; † 15. November 1969 in Curitiba) war ein deutscher Forschungsreisender, Botaniker und Ethnologe. Sein botanisches Autorenkürzel lautet „Tessmann“.

## Leben
Günther Tessmann (zeitweise schrieb er sich Günter) war das einzige Kind von Johann Heinrich Theodor Tessmann (1832–1924), der als Kaufmann in Mittel- und Südamerika gelebt und sich dann in seiner Heimatstadt Lübeck zur Ruhe gesetzt hatte, und dessen Ehefrau Laura Henriette (geborene Wöbbe, verwitwete Georg, 1847–1921). Aus der ersten Ehe seiner Mutter hatte er einen Halbbruder und eine Halbschwester. Er hatte ein enges Verhältnis zu seiner Mutter, während die Beziehung zum Vater zeitlebens distanziert und konfliktbeladen blieb. Von Ostern 1890 bis Ostern 1893 besuchte er eine Vorschule und anschließend das Katharineum zu Lübeck. Das verträumte und kränkliche Kind war ein schlechter Schüler und musste dreimal eine Klasse wiederholen, bis er die verhasste Schule 1902 mit dem Abschluss der Mittleren Reife verließ. Vor dem familiären und schulischen Druck flüchtete er sich in eine naturwissenschaftliche Sammelleidenschaft, insbesondere für Schmetterlinge.
Von 1902 bis 1904 besuchte Tessmann die Reichskolonialschule in Witzenhausen, um sich auf eine Tätigkeit in den deutschen Kolonien vorzubereiten. Nach Abschluss des zweijährigen Lehrgangs und einem viermonatigen landwirtschaftlichen Praktikum erhielt er das Angebot der Westafrikanischen Pflanzungsgesellschaft Bibundi, als Aufseher auf ihrer Kakao-Plantage in Deutsch-Kamerun zu arbeiten. Er verpflichtete sich für drei Jahre und reiste im August 1904 nach Kamerun aus. Im folgenden Jahr zog ihm seine führende Rolle bei einer Beschwerdeaktion der Angestellten die Gegnerschaft seiner Vorgesetzten zu, was im August 1905 zu seiner fristlosen Kündigung führte. Daraufhin machte er sich selbständig, unternahm zunächst für die Moliwe-Pflanzungsgesellschaft eine Reise ins Hinterland bis nach Yaoundé zur Anwerbung schwarzer Arbeitskräfte und errichtete dann eine eigene Station im Grenzgebiet von Deutsch-Kamerun und Spanisch-Guinea, wo er von der Elefantenjagd lebte. Zu seiner intensiven Sammeltätigkeit, die er während seiner ganzen Zeit in Afrika fortsetzte, trat hier ein wachsendes Interesse für die Kultur der indigenen Bevölkerung aus der Ethnie der Fang, deren Sprache er erlernte.
Gesundheitlich angeschlagen, kehrte Tessmann im Frühjahr 1907 nach Lübeck zurück und wurde aufgrund seiner Orts- und Sprachkenntnisse von Richard Karutz, dem Leiter des Museums für Völkerkunde in Lübeck, als Expeditionsleiter für die von ihm initiierte Lübecker Pangwe-Expedition angeworben, die in den Jahren 1907 bis 1909 nach Südkamerun und Äquatorialguinea zur Erforschung der Pangwe (heutiger Name Fang) führte. Der 1913 erschienene Expeditionsbericht ist eine umfassende Darstellung der Pangwe-Kultur und das Hauptwerk Tessmanns. Darin lieferte er erstmals eine Beschreibung der epischen Tradition der Fang; er fertigte auch Tonaufnahmen von der im Zentrum dieser Tradition stehenden Stegharfe Mvet an.
1913 leitete Tessmann im Auftrag des Reichskolonialamts eine Expedition nach Neukamerun, die durch den Ersten Weltkrieg ein jähes Ende fand. Zuletzt führte er vom 6. November bis zum 15. Dezember 1914 vom damals bereits aufgegebenen Militärposten Bafiahöhe am Don i tison aus Feldforschungen durch, deren Ergebnisse 1934 unter dem Titel Die Bafia und die Kultur der Mittelkamerun-Bantu veröffentlicht wurden.
Tessmann wurde nach seiner Flucht nach Spanisch-Guinea von den Spaniern auf der Insel Fernando Póo interniert. Er nutzte diese Zeit, um Material über die dort lebenden Bubi, die Bafia in Mittelkamerun und die Baja (in der heutigen Zentralafrikanischen Republik) zu sammeln.
Der für ihn schmerzliche Verlust der deutschen Kolonien in Afrika führte zu einer Hinwendung zu Südamerika, wo er ab 1920 den amazonischen Teil von Peru bereiste und als Ethnologe bis 1926 für den amerikanischen Geologen Harvey Bassler (1882–1950) tätig war. Bis 1936 wertete er in Berlin seine Notizen aus und verarbeitete sie schriftstellerisch. Die Universität Rostock verlieh ihm 1930 den Titel eines Ehrendoktors. 1936 wanderte Tessmann nach Brasilien aus und ließ sich dort in Paraná als Kolonist nieder. Nach verschiedenen wechselnden Tätigkeiten fand er 1947 eine Festanstellung beim Museu Paranaense und zuletzt beim Instituto de Biologia in Curitiba. 1958 ging er dort in den Ruhestand und widmete sich Forschungen zur Entstehung des Sonnensystems.

## Nachwirken
Insbesondere seine Forschungsberichte zu den Fang gelten heute noch als maßgeblich. Er brachte rund 1200 ethnographische Objekte aus Kamerun und Äquatorialguinea in die Sammlung des Völkerkundemuseums Lübeck ein, von denen ein großer Teil während des Zweiten Weltkriegs verloren ging. Verbleibende Objekte der für ihre Schnitzkunst berühmten Fang haben heute einen hohen musealen und materiellen Wert.
Seine in zwölf Tagebüchern erhaltenen autobiographischen Schriften werden seit 2012 in Zusammenarbeit mit dem Frobenius-Institut und Unterstützung der DFG erstmals herausgegeben. Zeitlebens bemühte sich Tessmann um seine akademische Anerkennung.
Ein wissenschaftlicher Nachlass Tessmanns, u. a. mit Manuskripten und Routenaufnahmen zu seinen ethnologischen Untersuchungen in Afrika und Südamerika, befindet sich im Archiv für Geographie des Leibniz-Instituts für Länderkunde in Leipzig.

## Ehrentaxon
Die Passionsblumen-Art Passiflora tessmannii Harms ist nach ihm benannt.
Die Pterocarpus-Art Pterocarpus tessmannii Harms ist nach ihm benannt.

## Schriften
Ein Schriftenverzeichnis von Günther Tessmann findet sich auf den Seiten 445 bis 449 des ersten Bandes seiner autobiographischen Schriften Mein Leben, 2012.
- Die Pangwe. Völkerkundliche Monographie eines westafrikanischen Negerstammes. Ergebnisse der Lübecker Pangwe-Expedition 1907–1909 und früherer Forschungen 1904–1907. 2 Bände, Ernst Wasmuth, Berlin 1913.[4] (Digitalisat I, II) Von diesem Werk erschien auch eine englische, spanische und eine gekürzte französische Fassung.
- Die Bubi auf Fernando Poo: Völkerkundliche Einzelbeschreibung eines westafrikanischen Negerstammes. Folkwang-Verlag, Hagen/Darmstadt 1923
- Menschen ohne Gott. Ein Besuch bei den Indianern des Ucayali. (= Veröffentlichung der Harvey-Bassler-Stiftung. Völkerkunde, Band 1). Strecker & Schröder, Stuttgart 1928.[5]
- Die Indianer Nordost-Perus. Grundlegende Forschungen für eine systematische Kulturkunde. Friedrichsen, de Gruyter & Co, Hamburg 1930.
  - spanisch: Las indigenas del Perú noriente. Investigaciones fundamentales para un estudio sistemático de la cultura. Ed. Abya-Yala, Quito, Ecuador 1997.
- Die Völker und Sprachen Kameruns. In: Petermanns Mitteilungen. Jg. 78, 1932, Heft 5/6, S. 113–120, Heft 7/8, S. 184–190.
- Die Bafia und die Kultur der Mittelkamerun-Bantu. (= Ergebnisse der 1913 vom Reichs-Kolonialamt ausgesandten völkerkundlichen Forschungsreise nach Kamerun. Band 1: Ergebnisse der Expedition zu den Bafia, 1914). Strecker & Schröder, Stuttgart 1934.
- Die Baja. Ein Negerstamm im mittleren Sudan. (= Ergebnisse der 1913 vom Reichs-Kolonialamt ausgesandten völkerkundlichen Forschungsreise nach Kamerun. Band 2: Ergebnisse der Expedition zu den Baja, 1913/14. Teil 1: Materielle und seelische Kultur). Strecker & Schröder, Stuttgart 1934.
- Die Baja. Ein Negerstamm im mittleren Sudan. (= Ergebnisse der 1913 vom Reichs-Kolonialamt ausgesandten völkerkundlichen Forschungsreise nach Kamerun. Band 2: Ergebnisse der Expedition zu den Baja, 1913/14. Teil 2: Geistige Kultur). Strecker & Schröder, Stuttgart 1937.
- Der Schöpfungsplan und seine Entwicklung im Aufbau unserer Welt. Zwei Bände. Curitiba, Paraná 1950.
- Ein großer Geist schuf unser Sonnensystem, nicht blinder Zufall! Ein wissenschaftlicher Gottesbeweis. Curitiba, Paraná 1964.
- Mein Leben. Tagebuch in 12 Bänden. Herausgegeben von Sabine Dinslage und Brigitte Templin unter Mitarbeit von Hans Voges. Schmidt-Römhild, Lübeck.
  - Teil 1: Abschnitt I–II (Lübecker Beiträge zur Ethnologie, Band 2), 2012, ISBN 978-3-7950-5209-6
  - Teil 2: Abschnitt III (Lübecker Beiträge zur Ethnologie, Band 3), 2015, ISBN 978-3-7950-5225-6
  - Teil 3: Abschnitt IV–V (Lübecker Beiträge zur Ethnologie, Band 4), 2015, ISBN 978-3-7950-5226-3
- Mein Leben. Digitalisate der Manuskripte auf der Website der Lübecker Museen.